# Simon Konianski
 (janvier 2022).
Si vous disposez d'ouvrages ou d'articles de référence ou si vous connaissez des sites web de qualité traitant du thème abordé ici, merci de compléter l'article en donnant les références utiles à sa vérifiabilité et en les liant à la section « Notes et références ».
Pour plus de détails, voir Fiche technique et Distribution.
Simon Konianski  est un film belgo-franco-québécois réalisé par le Belge Micha Wald et sorti en 2009.

## Fiche technique
- Titre : Simon Konianski
- Scénario : Micha Wald
- Réalisation : Micha Wald
- Directeur photo : Jean-Paul De Zaeytijd
- Ingénieur du son : Claude Lahaye
- Chef décorateur : Anna Falgueres
- Chef costumière : Nadia Chmilewsky
- Chef maquilleuse : Michelle Van Brussel
- Monteur image : Susana Rossberg
- Monteur son : Claude Beaugrand
- Mixeur : Stéphane Bergeron
- Pays d'origine :  Belgique -  France -  Canada
- Format : couleur - visa 121 280 - Scope - Dolby SRD
- Genre : comédie
- Durée : 100 minutes
- Production : Versus production, Haut et Court, Forum Films
- Date de sortie :
  - France : 29 juillet 2009

## Distribution
- Jonathan Zaccaï : Simon Konianski
- Popeck : Ernest Konianski
- Abraham Leber : Oncle Maurice
- Irène Herz : Tante Mala
- Nassim Ben Abdelmoumen : Hadrien (Schmuli) Konianski
- Marta Domingo : Corazon
- Ivan Fox : Jorge
- Gustavo Miranda : Karl
- Lise Roy : Docteur Lalonde
- Stefan Liberski : Samy Rebenski
- Denyse Schwab : Mme Hirschfeld
- Lise De Henau : Sonia
- Jean Lescot : Rabbi Berger
- David Bass : Tevie